# Jocurile Olimpice de vară din 2020
Jocurile Olimpice de vară din 2020, cunoscute oficial sub numele de a XXXII-a ediție a Jocurilor Olimpice de vară, au fost ediția cu numărul treizeci și doi a Jocurilor Olimpice de vară, cel mai mare eveniment multi-sportiv care are loc o dată la patru ani. Jocurile Olimpice de vară din 2020 sunt cunoscute, în general, sub numele de Tokyo 2020, deoarece evenimentul s-a desfășurat în Tokyo, Japonia.
Jocurile Olimpice ar fi trebuit să aibă loc în 2020, dar au fost amânate pentru 2021, din cauza pandemiei de coronavirus.
Tokyo a fost desemnat oraș gazdă în cadrul celei de-a 125-a Sesiuni a CIO, desfășurată la Buenos Aires, Argentina pe 7 septembrie 2013. Celelalte orașe finaliste au fost Istanbul (Turcia) și Madrid (Spania). Tokyo a mai organizat și ediția din 1964 a Jocurilor de vară și astfel va deveni al cincilea oraș (și primul din Asia) care organizează de mai multe ori JO.
Jocurile au început la 23 iulie 2021 și s-au încheiat la 8 august 2021.

## Selectarea orașului-gazdă
Lista celor șase orașe candidate a fost anunțată de CIO pe 2 septembrie 2011 — Baku (Azerbaidjan), Doha (Qatar), Istanbul (Turcia), Madrid (Spania), Roma (Italia) și Tokyo (Japonia). Totuși, Roma s-a retras din cursă pe 14 februarie 2012, în condițiile în care Italia era în plină criză financiară.

### Selecția finală
În data de 7 septembrie 2013, la Buenos Aires, membrii votanți ai CIO au decis ca orașul gazdă să fie Tokyo. A fost nevoie de trei rânduri de scrutin deoarece niciunul dintre orașe nu obținuse majoritatea voturilor în prima rundă, iar Istanbul și Madrid au avut un număr egal de voturi.
| Oraș     | Țară    | Runda 1 | Revotare | Runda 2 |
| Tokio    | Japonia | 42      | —        | 60      |
| Istanbul | Turcia  | 26      | 49       | 36      |
| Madrid   | Spania  | 26      | 45       | —       |

## Dezvoltare și pregătiri

### Locații și infrastructură

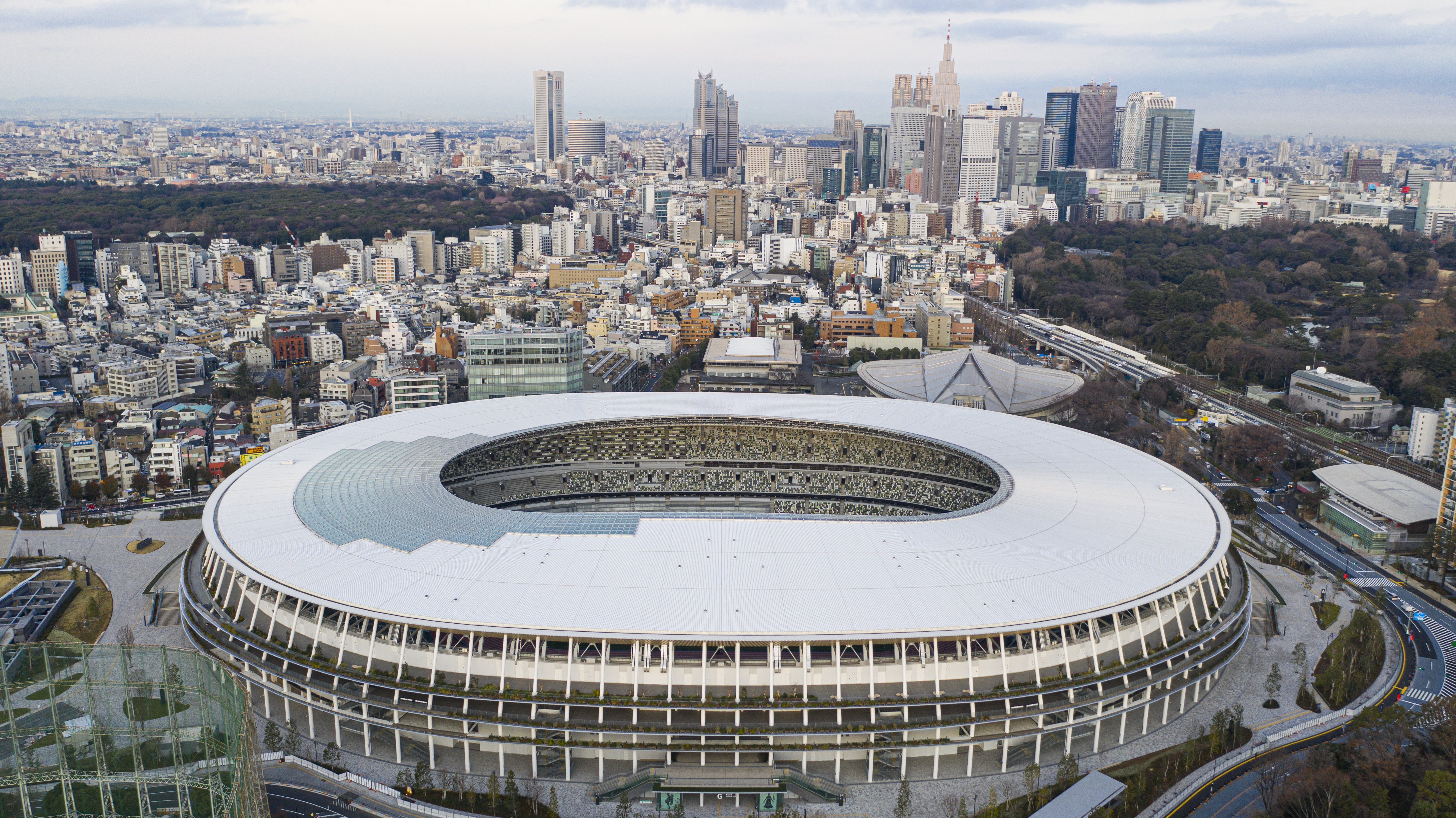
Noul Stadion Național

S-a confirmat în februarie 2012 că Stadionul Național din Tokyo, gazdă a Jocurilor Olimpice din 1964, va fi demolat și reconstruit. Noul stadion urma să găzduiască și meciuri ale Cupei Mondiale de Rugby din 2019. 
În noiembrie 2012, Consiliul Sportiv al Japoniei a anunțat că primește oferte pentru proiectele propuse. Din 46 de finaliști, Zaha Hadid Architects a primit acordul pentru construirea stadionului, care l-a înlocuit pe cel vechi, un stadion de 80.000 de locuri. Stadionul s-a confruntat cu critici pentru designul său (care a fost comparat cu o cască de bicicletă și s-a considerat că nu se încadrează în peisaj cu Altarul Meiji din jur) și pentru costurile sale, destul de ridicate chiar și cu încercări de revizuire și „optimizare” a proiectului.
În iunie 2015, guvernul a anunțat că va reduce capacitatea permanentă a noului stadion la 65.000 de locuri în configurația sa de atletism (deși cu opțiunea de a adăuga până la 15.000 de locuri temporare pentru meciurile de fotbal), ca o măsură suplimentară de economisire a costurilor. De asemenea, guvernul a anulat planurile de a construi un acoperiș retractabil. Din cauza puternicelor critici publice pentru costurile crescânde ale stadionului (care a ajuns la 252 miliarde de yeni), guvernul a ales în cele din urmă să renunțe complet la designul realizat de Zaha Hadid și a ales un nou proiect al arhitectului japonez Kengo Kuma. Inspirat de temple tradiționale și cu un profil mai mic, designul lui Kuma are un buget de 149 miliarde de yeni. Datorită modificărilor planurilor, noul stadion nu a fost finalizat la timp pentru Cupa Mondială de Rugby așa cum s-a planificat inițial.
În octombrie 2018, Consiliul de Audit a emis un raport în care a anunțat că, la final, costul total al locurilor poate depăși 25 de miliarde de dolari americani.
Din cele 33 de competiții, 28 se vor desfășura la o distanță mai mica de 8 kilometri de Satul Olimpic. Unsprezece noi arene urmează să se construiască. La 16 octombrie 2019, CIO a anunțat că există planuri de re-localizare a evenimentelor de maraton și de marș la Sapporo din cauza căldurii. Planurile au fost anunțate oficial la 1 noiembrie 2019, după ce guvernatorul zonei Tokyo, Yuriko Koike, a acceptat decizia CIO, în ciuda părerii sale că evenimentele ar fi trebuit să rămână la Tokyo.

### Securitate
În decembrie 2018, guvernul japonez a decis interzicerea zborului dronelor deasupra locurilor unde urmează să se desfășoare Jocurile Olimpice și Paralimpice. O interdicție asemănătoare a fost impusă pentru Cupa Mondială de Rugby din 2019, pe care a găzduit-o Japonia.

### Voluntari
Cererile de voluntariat la Jocurile Olimpice și Paralimpice din 2020 au fost acceptate începând cu 26 septembrie 2018. Până la 18 ianuarie 2019, Comitetul de organizare de la Tokyo a primit un total de 204.680 de cereri. Interviurile pentru selectarea numărului necesar de voluntari au început în februarie 2019, formarea fiind programată să aibă loc în octombrie 2019. Voluntarii de la locurile de desfășurare urmează să fie cunoscuți sub numele de „Field Cast”, iar voluntarii din oraș să fie cunoscuți ca „City Cast”. Aceste nume au fost alese dintr-o listă scurtă de patru dintre cele 150 de nume primite; celelalte trei nume selectate au fost „Shining Blue” și „Shining Blue Tokyo”, „Games Anchor” și „City Anchor” și „Games Force” și „City Force”. Numele au fost alese de persoanele care au solicitat să fie voluntari la Jocuri.

### Medalii

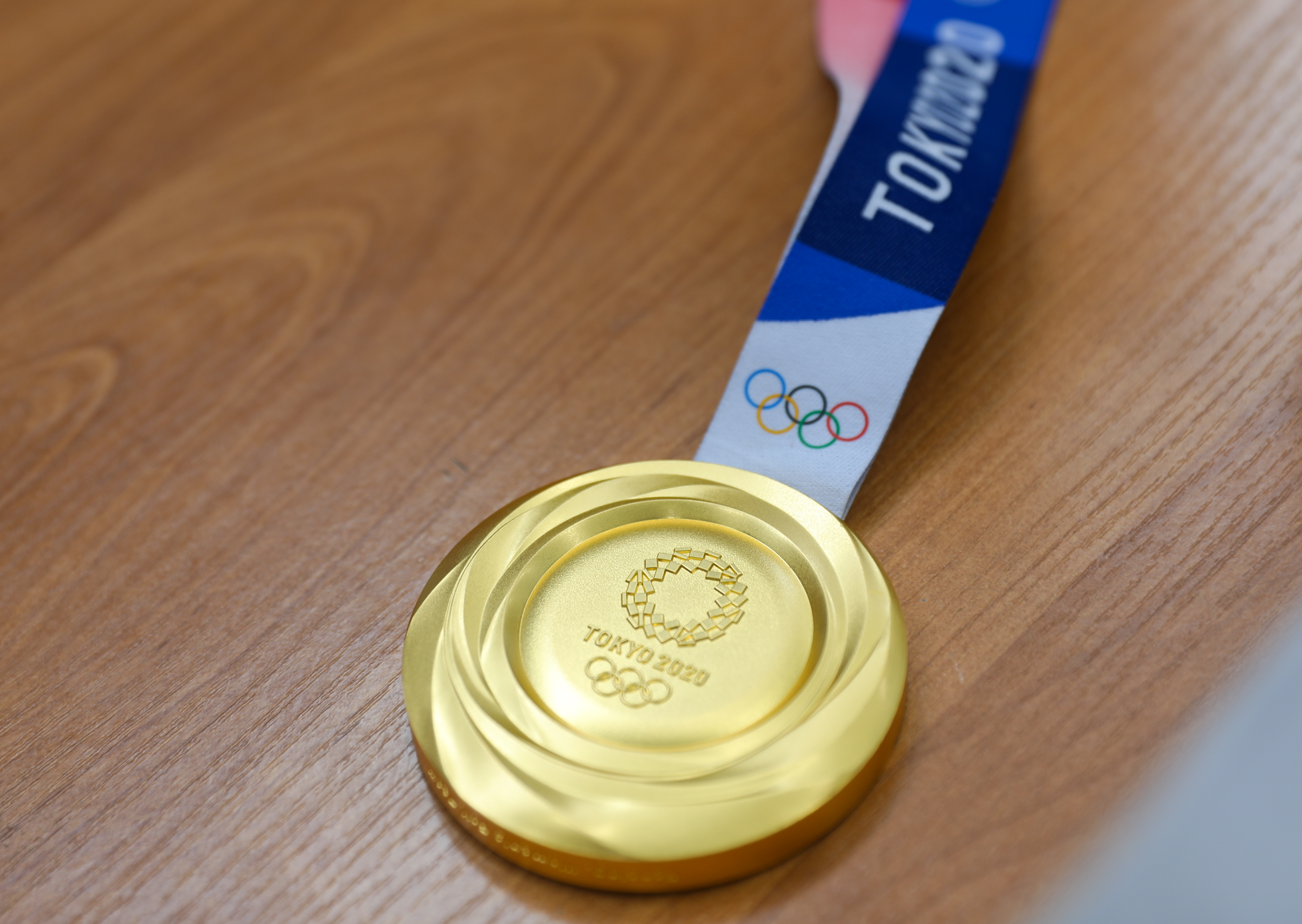
O medalie de aur

În februarie 2017, Comitetul de organizare de la Tokyo a anunțat un program de reciclare a produselor electronice în parteneriat cu Japan Environmental Sanitation Center și NTT Docomo, solicitând donații de electronice, cum ar fi telefoanele mobile, pentru a fi recuperate ca materiale pentru medalii. Cu scopul de a colecta opt tone de metale pentru a produce medaliile pentru Jocurile Olimpice și Paralimpice, în aprilie 2017 au fost desfășurate cutii de colectare în locații publice și în magazinele de vânzare cu amănuntul NTT Docomo. O competiție pentru designul medaliilor a fost lansată în decembrie același an.
În mai 2018, comitetul de organizare a raportat că au obținut jumătate din cele 2.700 de kilograme de bronz necesare, dar că încă nu a obținut cantitatea necesară de argint; deși medaliile de bronz și argint sunt realizate din materialele respective, cerințele CIO impun ca medaliile de aur să folosească argintul ca bază. Colectarea de bronz a fost finalizată în noiembrie 2018, restul fiind estimat a fi finalizat până în martie 2019.
La 24 iulie 2019 au fost dezvăluite designurile medaliilor. Medaliile pentru Jocurile Olimpice și Paralimpice au fost proiectate de Junichi Kawanishi în urma unei competiții la nivel național. O caracteristică nouă împărtășită cu medaliile paralimpice este că panglicile conțin una, două sau trei linii convexe din silicon pentru a distinge medaliile de aur, argint și bronz.

### Torța olimpică

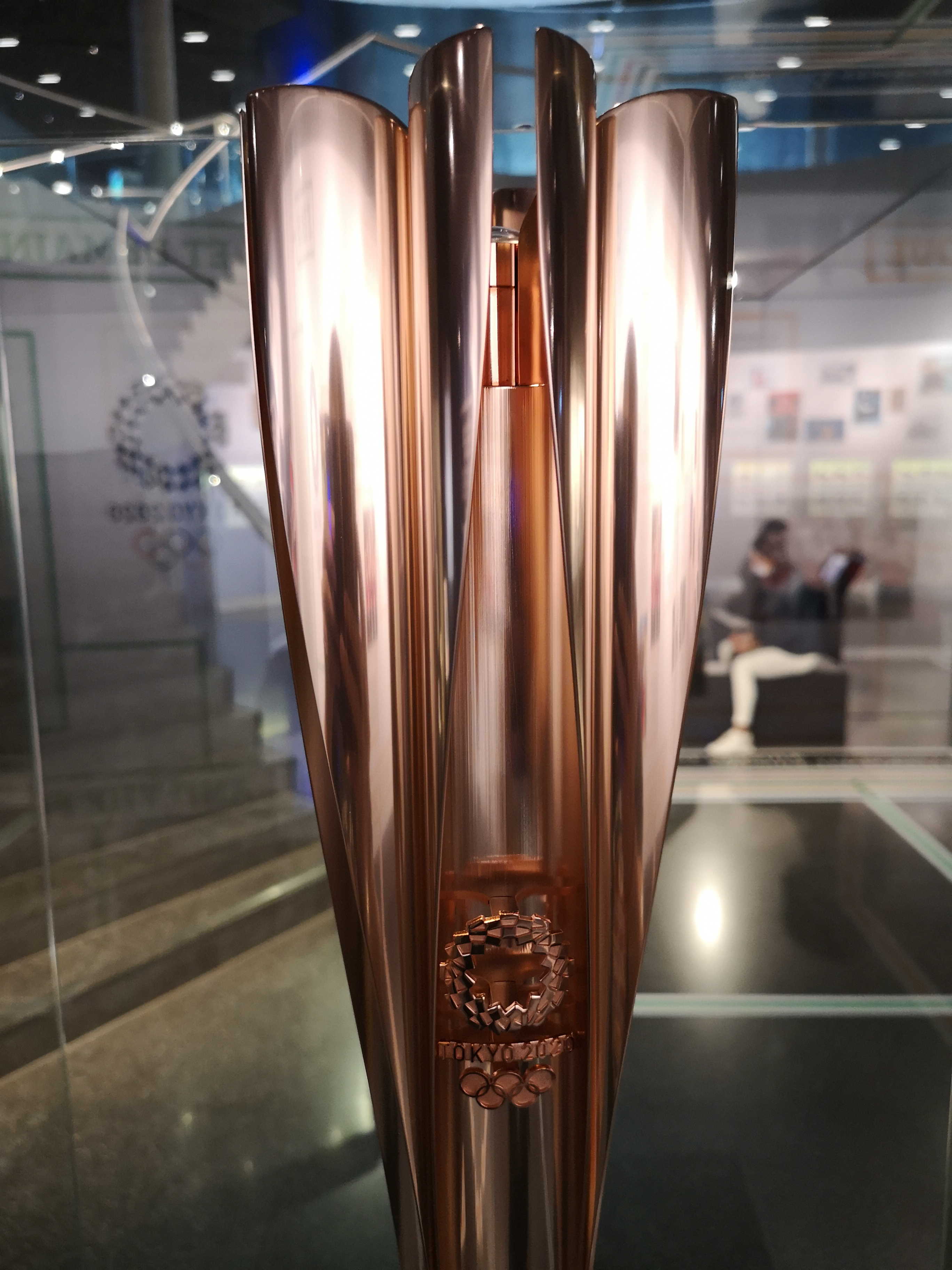
Torța

Sloganul ștafetei torței Jocurilor Olimpice de vară din 2020 este „Speranța ne luminează drumul”.
Conform unei hotărâri a CIO din 2009 care interzice ștafetele internaționale pentru viitoarele Jocuri Olimpice, torța Jocurilor Olimpice de vară din 2020 a fost programată să parcurgă doar cele două țări: Grecia și țara gazdă Japonia. Prima fază a ștafetei a început pe 12 martie 2020, cu ceremonia tradițională de aprindere a flăcării la Templul Herei din Olimpia, Grecia. Torța a călătorit apoi la Atena, unde s-a încheiat etapa grecească a ștafetei care a culminat cu o ceremonie de predare la Stadionul Panathenaic la 19 martie, în timpul căreia torța a fost transferată echipei japoneze. Flacăra a fost plasată în interiorul unui felinar special și transportată de la Aeroportul Internațional din Atena cu un zbor charter către Higashimatsushima, Japonia. Torța urma să înceapă a doua fază a călătoriei sale pe 20 martie, călătorind timp de o săptămână în jurul celor mai afectate trei zone ale cutremurului și tsunami-ului Tōhoku din 2011 - Miyagi, Iwate și Fukushima - unde a fost expusă sub titlul „Flacăra recuperării”. După ce a părăsit Naraha pe 26 martie, torța urma să își înceapă ștafeta principală în jurul Japoniei, incluzând toate cele 47 de capitale prefecturale. Ștafeta era programată să se încheie pe noul stadion național din Tokyo, unde torța urma să fie utilizată pentru a aprinde flacăra olimpică la finalul ceremoniei de deschidere a Jocurilor Olimpice de vară din 2020.
După ce s-a luat decizia de amânare a Jocurilor, torța a fost așezată din nou într-un felinar special expus în orașul Fukushima timp de o lună. După aceea, felinarul a fost transferat în prefectura Tokyo, unde a fost păstrat în siguranță până la repornirea ștafetei în 2021. La 23 iulie 2020 (cu un an înainte de ceremonia de deschidere reprogramată), a fost lansat un videoclip promoțional în care înotătoarea japoneză Rikako Ikee purta felinarul în interiorul Stadionului Național Japonez, făcând comparații între ieșirea din pandemie și propria întoarcere la sport după ce a fost diagnosticată cu leucemie.
La 20 august 2020, s-a anunțat că ștafeta torței va începe din nou la Naraha, Fukushima la 25 martie 2021, cu aproape un an mai târziu decât era planificat inițial.

## Jocurile

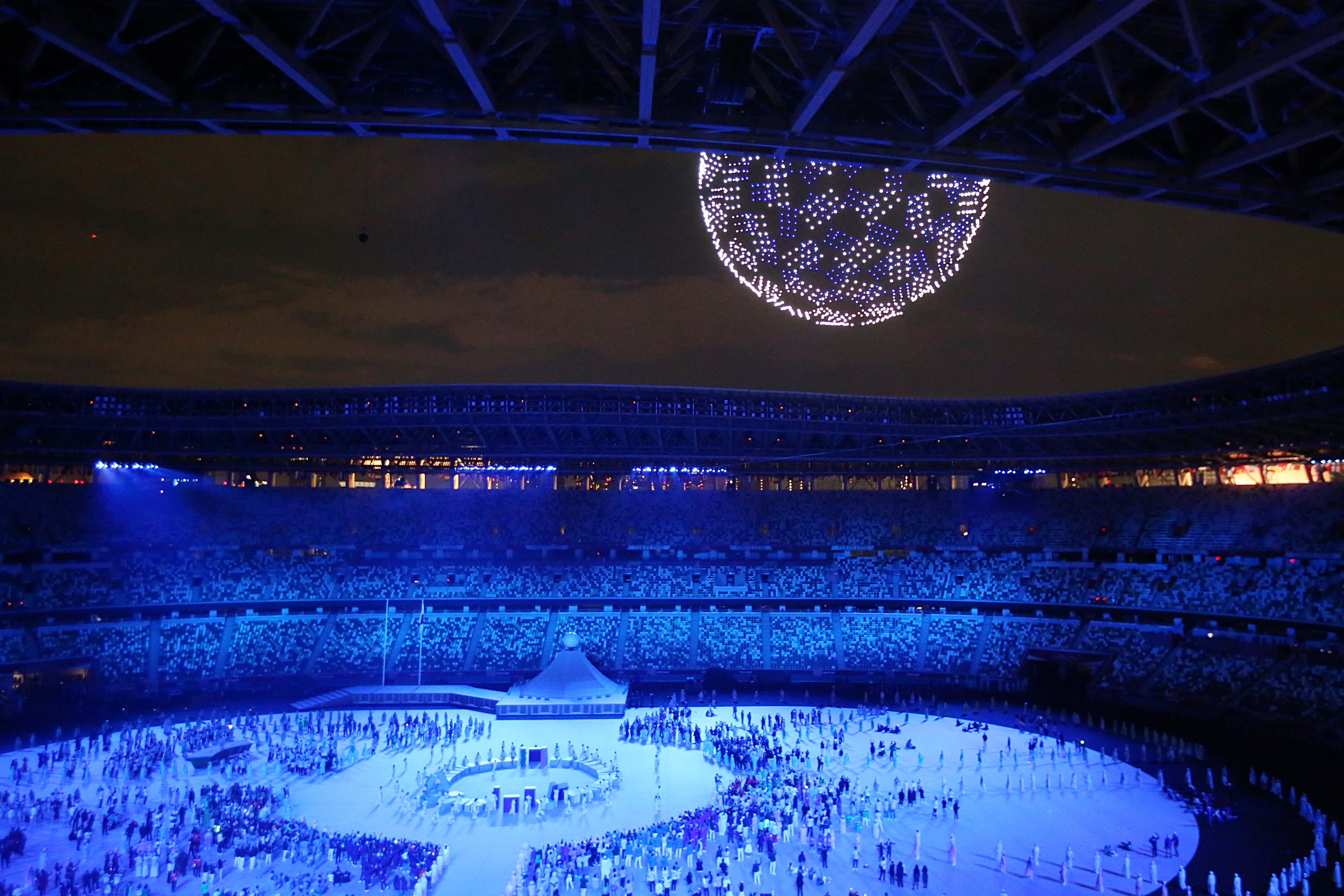
Ceremonia de deschidere

### Țări participante
La 9 decembrie 2019, Agenția Mondială Antidoping (WADA) a interzis Rusiei să participe la toate sporturile internaționale pentru o perioadă de patru ani, după ce s-a constatat că guvernul rus a manipulat datele de laborator furnizate către WADA în ianuarie 2019 ca o condiție ca Agenția Rusă Antidoping să fie fiind repusă în drepturi. Ca urmare a interdicției, WADA a permis, individual, sportivilor ruși care nu au fost suspecți de dopaj să participe la Jocurile Olimpice de vară 2020, sub un drapel neutru, așa cum s-a întâmplat la Jocurile Olimpice de iarnă din 2018, dar nu li s-a permis să concureze în sporturi de echipă. Titlul drapelului neutru nu a fost încă stabilit; Șeful Comitetului de revizuire a conformității WADA, Jonathan Taylor, a declarat că CIO nu va putea folosi „Sportivii olimpici din Rusia” (OAR) așa cum a făcut în 2018, subliniind că sportivii neutri nu pot fi prezentați ca reprezentând o anumită țară.
La 22 ianuarie 2020, următoarele 142 de comitete olimpice naționale erau calificate.
| Comitetele Olimpice Naționale care participă la Jocurile Olimpice de vară din 2020 |
| --- |
| - Albania - Algeria - Andorra - Angola - Antigua și Barbuda - Arabia Saudită - Argentina - Armenia - Australia - Austria - Azerbaidjan - Bahamas - Bahrain - Bangladesh - Barbados - Belarus - Belgia - Benin - Bhutan - Bosnia și Herțegovina - Botswana - Brazilia - Brunei - Bulgaria - Burkina Faso - Burundi - Camerun - Canada - Cehia - Chile - China - Cipru - Coasta de Fildeș - Columbia - Coreea de Nord - Coreea de Sud - Costa Rica - Croația - Cuba - Danemarca - Djibouti - Dominica - Ecuador - Egipt - El Salvador - Elveția - Eritreea - Estonia - Etiopia - Fiji - Filipine - Finlanda - Franța - Gambia - Georgia - Germania - Ghana - Grecia - Grenada - Guatemala - Guyana - Hong Kong - India - Indonezia - Insulele Bermude - Insulele Cayman - Iordania - Irak - Iran - Irlanda - Islanda - Israel - Italia - Jamaica - Japonia (gazdă) - Kazahstan - Kenya - Kârgâzstan - Lesotho - Letonia - Liban - Liberia - Libia - Liechtenstein - Lituania - Luxemburg - Macedonia - Malaezia - Marea Britanie - Maroc - Mexic - Mongolia - Mozambic - Muntenegru - Namibia - Niger - Nigeria - Norvegia - Noua Zeelandă - Olanda - Pakistan - Panama - Paraguay - Peru - Polonia - Portugalia - Puerto Rico - Qatar - Republica Dominicană - Republica Moldova - România - Rwanda - Samoa - Samoa Americană - San Marino - São Tomé și Príncipe - Serbia - Seychelles - Singapore - Siria - Slovacia - Slovenia - Spania - Sri Lanka - Statele Unite ale Americii - Suedia - Taipeiul Chinez - Tanzania - Thailanda - Togo - Trinidad și Tobago - Tunisia - Turcia - Ucraina - Uganda - Ungaria - Uruguay - Uzbekistan - Venezuela - Vietnam - Zambia - Zimbabwe |

### Sporturi olimpice
Programul oficial pentru Jocurile Olimpice de vară 2020 a fost aprobat de către consiliul executiv al CIO la 9 iunie 2017. Președintele CIO, Thomas Bach, a declarat că obiectivul Jocurilor Olimpice de vară de la Tokyo este să le facă să fie mai „tinerești” și mai „urbane” și a pledat pentru creșterea numărului de femei participante.
Jocurile au cuprins 339 de evenimente în 33 de sporturi diferite, cuprinzând 50 de discipline. Alături de cele cinci noi sporturi care au fost introduse la Tokyo, au existat cincisprezece noi evenimente în cadrul sporturilor existente, inclusiv baschetul 3x3, ciclismul freestyle BMX și ciclismul Madison, precum și noi evenimente mixte în mai multe sporturi.
În lista de mai jos, numărul de evenimente din fiecare disciplină este notat între paranteze.
| - Atletism (48) - Badminton (5) - Baschet (4) - Baseball (1) - Box (13) - Caiac canoe (16) - Canotaj (14) - Ciclism (22) - Echitație (6) | - Hochei pe iarbă (2) - Fotbal (2) - Gimnastică (18) - Golf (2) - Haltere (14) - Handbal (2) - Înot sincron (2) - Judo (15) - Karate (8) | - Lupte (18) - Natație (37) - Navigație (10) - Pentatlon modern (2) - Polo pe apă (2) - Rugby în VII (2) - Sărituri în apă (8) - Scrimă (12) - Skateboarding (4) | - Softball (1) - Surfing (2) - Taekwondo (8) - Tenis de masă (5) - Tenis de câmp (5) - Tir (15) - Tir cu arcul (5) - Triatlon (3) - Volei (4) |

### Clasament pe medalii
Primele zece Comitete Olimpice Naționale (CON) sunt afișate mai jos în ordinea medaliilor de aur câștigate.
Legendă
  *   Țara gazdă
      România
      Republica Moldova
| Loc                   | CON                              | Aur | Argint | Bronz | Total |  |
| --------------------- | -------------------------------- | --- | ------ | ----- | ----- |  |
| 1                     | Statele Unite ale Americii (USA) | 39  | 41     | 33    | 113   |  |
| 2                     | China (CHN)                      | 38  | 32     | 18    | 88    |  |
| 3                     | Japonia (JPN)                    | 27  | 14     | 17    | 58    |  |
| 4                     | Marea Britanie (GBR)             | 22  | 21     | 22    | 65    |  |
| 5                     | COR                              | 20  | 28     | 23    | 71    |  |
| 6                     | Australia (AUS)                  | 17  | 7      | 22    | 46    |  |
| 7                     | Olanda (NED)                     | 10  | 12     | 14    | 36    |  |
| 8                     | Franța (FRA)                     | 10  | 12     | 11    | 33    |  |
| 9                     | Germania (GER)                   | 10  | 11     | 16    | 37    |  |
| 10                    | Italia (ITA)                     | 10  | 10     | 20    | 40    |  |
|                       |                                  |     |        |       |       |  |
| 46                    | România (ROU)                    | 1   | 3      | 0     | 4     |  |
| 86                    | Republica Moldova (MDA)          | 0   | 0      | 1     | 1     |  |
| Total (93 de CON-uri) | Total (93 de CON-uri)            | 340 | 338    | 402   | 1080  |  |